# Bambi (nagrada)
Nagrada Bambi, češće samo Bambi, njemačka je filmska i televizijska nagrada koju svake godine dodjeljuje njemačka tvrtka Hubert Burda Media osobama koji su istaknuli radom u televizijskoj i filmskoj industriji, kulturi, športu i drugim područjima stvaralaštva te njime ostavili trag i utjecaj u njemačkom društvu. Dodjeljuje se i njemačkim i stranim državljanima.
Najstarija je nagrada takve vrste na području Njemačke te se neprekinuto dodjeljuje svake godine od 1948. Nazvana je prema poznatom dječjem romanu Bambi austrijskog njiževnika Felixa Saltena te je i nagradni pokal oblikovan u obliku laneta. Pokal se isprva radio od porculana, a od 1958. izrađuje se od zlata u gradu Süßenu.
Najviše osvojenih Bambija imaju Heinz Rühmann (12), Peter Alexander i Otto Wilhelm Fischer (10), Sophia Loren (9), Maria Schell (8), Rock Hudson (6), Franz Beckenbauer, Pierre Brice (5) i Céline Dion (3).

## Vanjske poveznice
- (njem.) Službene stranice